# Ambassade des États-Unis en Finlande
L'ambassade des États-Unis en Finlande est la représentation diplomatique des États-Unis auprès de la république de Finlande. Elle est située dans le quartier de Kaivopuisto à Helsinki, la capitale. 

## Histoire
Les États-Unis reconnaissent l'indépendance de la Finlande le 7 mai 1919 et établissent des relations diplomatiques le 27 mai. Le premier diplomate, Alexander R. Magruder, est installé à Helsinki le 19 mars 1920 comme chargé d'affaires.